# (3134) Kostinski
(3134) Kostinski es un asteroide perteneciente al cinturón exterior de asteroides descubierto el 5 de noviembre de 1921 por Serguéi Ivánovich Beliavski desde el observatorio de Simeiz en Crimea.
Está nombrado por Serguéi Konstantínovich Kostinski (1867-1936), fundador de la astrofotografía en Rusia.